# Thora Hallager
Thora Hallager (3. února 1821 Kodaň – 16. června 1884 Slagelse) byla jedna z prvních dánských fotografek. Je pravděpodobné, že se s daguerrotypií seznámila ještě před svou studijní cestou do Paříže v roce 1855. Zde se zdokonalila v této novodobé technologii fotografování pocházející z Ameriky. Sama se fotografii vyučila v Kodani před rokem 1850, ještě před otevřením vlastního studia v roce 1857.

## Život a dílo
Thora Hallager působila jako bytná spisovatele Hanse Christiana Andersena v kodaňské Lille Kongensgade v letech 1866–1869, a v Nyhavnu od roku 1871 do roku 1973. Andersen jí často psal dopisy ze svých cest v období 1867–1873, ve kterých jí často sděloval, kde všude byl a kdy se asi vrátí. Při jedné příležitosti (dopis z 21. června 1869) jí napsal, jak byl potěšen svým portrétem od ní, a také, že jej oceňovali všichni, kteří jej viděli.

## Galerie

Hans Christian Andersen, říjen 1869
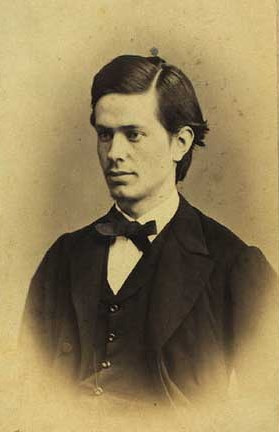
Carl Wagner, armádní důstojník
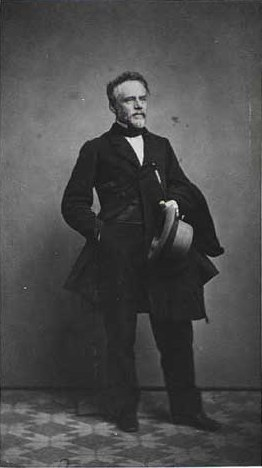
Wilhelm Marstrand, malíř
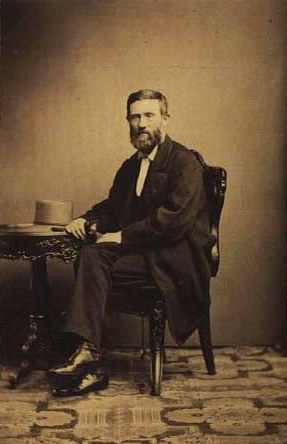
P. C. Skovgaard, malíř
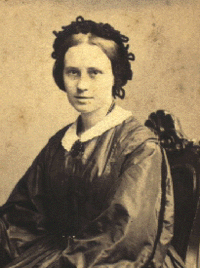
Mathilde Fibiger, spisovatelka